# Тома Леонід Васильович
Леоні́д Васи́льович Тома (нар. 7 квітня 1950) — український поет, прозаїк, драматург, перекладач, громадський діяч.

## Життєпис
Народився 7 квітня 1950 року в селі Великі Сорочинці Миргородського району Полтавської області Української СРС у сім'ї вчителів. 
У 1967 році — закінчив великосорочинську середню школу. 
У 1972 році — філологічний факультет Харківського університету. Мав підвищену стипендію за відмінні успіхи у навчанні — на другому курсі це допомогло уникнути виключення з університету.

### Журналістська і літературна робота
Працював у заводській багатотиражці, в газетах «Вечірній Харків» та «Вечірня зірка». 
З 1983 року — член Спілки письменників України.
Був старшим редактором Харківського телебачення — завідувачем літературно-драматичних передач; заступником головного редактора журналу «Березіль»; літературним редактором Культурно-просвітницького центру імені Леся Курбаса; літературним редактором Харківського академічного театру імені Тараса Шевченка.
З 2005 року — член Національної спілки журналістів України.
Станом на 2023 рік — редактор журналу «Харків».
Живе в Харкові.

## Творчість і громадська діяльність
Писати почав ще школярем.
Під час навчання в університеті відвідував Центральну літературну студію імені Павла Тичини при харківському відділенні Спілки письменників України, якою керували Григорій Гельфандбейн, Віктор Тимченко, Зельман Кац та Микола Шаповал.
У 1973 році — вперше опублікував свою поетичну добірку («Золоте  листя») у збірнику «Акорди життя».
Автор віршів, поем, п'єс, оповідань, повістей, романів, статей, рецензій, кіносценаріїв, перекладів із польської та російської мов. Організатор мистецьких заходів.
У вересні 1986 року написав поему «Атомна хата» — про катастрофу на Чорнобильській АЕС.
У 1986 році був обраний першим головою Харківського культурологічного товариства «Спадщина».
Окремими виданнями вийшли поетичні збірки:
- «Ранок» (1976)
- «Поклик зорі» (1982)
- «Таємниця дороги» (1986)
- «Народження істини»
- «Дві природи» (1990)
- «Терен і лавр»
- «Преображення» (2004)
- «Вибране» (2007)
- «Терновий трансформер» (2010)
- «Гіркий дим Вітчизни» (2019)
- «Війна і ми» (2024)

Крім збірок поезій, твори Томи були опубліковані в кількох антологіях:
- «Поезія-80: збірник. Випуск 2» (1980)
- «З висоти поля: поезії українських радянських поетів» (1985)
- «Книга про Матір: українські поети ХIХ-ХХI століть: антологія» (2003)

Автор п'єс «Нестор Махно», «Тарас Бульба», «Бродячі ангели», «Собор», «Віденські шахи в мавзолеї», «Чернігівець в Балаклії»; оповідань «Фотка на пам'ять», «Знає, та не скаже», «Соломина всесвіту»; повістей «Чорний дипломат», «Жменя піску над океаном», «Бронзовий келих і голова Гоголя»; романів «Миколині мандри землею і небом», «Хрест Андрія Первозваного»; книг про видатних українців «Володимир Вернадський», «Данило Апостол», «Петро Конашевич-Сагайдачний», «Микола Гоголь» та книг прози «Балаклійщина. Арсенал. Історія», «Небо на землі зникає» та інших.
У 1995 році видав історичний нарис «Великі Сорочинці» та буклет «Сорочинський ярмарок».
Лавреат премій імені Василя Мисика, імені Костянтина Гордієнка, імені Олекси Влизька (у 2019 році, за збірку «Гіркий дим Вітчизни») та Гран-прі фестивалю театрального мистецтва «Січеславна».
Твори Томи публікували літературні часописи «Київ», «Вітчизна», «Березіль». Його п'єси — ставили на сценах Києва, Харкова, Запоріжжя, Луганська.
Разом із директором Центру Леся Курбаса, актором і режисером Анатолієм Стародубом, переклав українською (вперше серед країн колишнього СРСР) п'єсу польського драматурга Славомира Мрожека «Любов у Криму». Загалом переклав з польської та російської мов понад двадцять п'єс, найчастіше на замовлення театрів.
Автор сценарію до художнього фільму «Дума про Тараса Бульбу» (2009).
У лютому 2018 року написав різдвяну поему «Жито життя».
Станом на 2023 рік — керівник літературної студії «Промінь» в Балаклії.

## Особисте життя
Одружений з Любов'ю Тихоненко, вчителькою української мови та літератури.